# Рене Аменгуаль
Рене Аменгуаль Астабуруага (ісп. René Amengual Astaburuaga; 2 вересня 1911, Сантьяго — 2 серпня 1954, там само) — чилійський композитор, піаніст, педагог.
Навчався у Національній консерваторії Сантьяго у П. У. Альєнде (композиція) і Р. Ренар (фортепіано). З 1935 року викладав в «Експериментальному ліцеї Мануель де Салас», з 1942 року — у Національній консерваторії Сантьяго (з 1947 року — директор). Заснував товариство «Школа сучасної музики» (1940). З 1941 року — секретар Інституту розповсюдження музики, потім Союзу чилійських композиторів. Директор Товариства друзів мистецтва. Як композитор працював головним чином в області камерної музики. Його твори відзначені впливом французьких імпресіоністів.
Твори:
- концерт для фортепіано з оркестром (1942);
- 2 струнних квартети;
- інтродукція і алегро для двох фортепіано (1939);
- Ваза (для голосу і камерного оркестру, 1944);
- фортепіанні п'єси, хори, романси.